# سحابی‌های خارج کهکشانی
سحابی‌های خارج کهکشانی (نام علمی: Extra-Galactic Nebulae) توده‌های عظیم و پیوسته گازی نیست، بلکه مجموعه‌ای است از ستارگانی شبیه ستارگان کهکشان، رصدهای انجام شده نشان می‌دهد خاصیت طیفی نوری که از این سحابی‌ها صادر می‌شود، بسیار شبیه به نوری است که از خورشید خود ما خارج می‌گردد؛ بنابراین درجه حرارت متناظر با چنین صدور نوری نمی‌تواند با درجه حرارت سطحی خورشید اختلاف فراوان داشته باشد و این درجه حرارت بایستی به چند هزار درجه برسد. اگر این سحابی‌ها واقعاً توده‌های غول پیکر گاز پیوسته‌ای بودند که درجه حرارت سطحی آنها همان درجه حرارت سطحی خورشید بود، ناچار می‌بایستی نوری که از آنها صادر می‌شود با وسعت سطح یعنی با مربع یکی از ابعاد آنها متناسب باشد.